# الباشوات الثلاثة
الباشوات الثلاثة (بالتركية العثمانية: اوچ پاشلر)‏ هم ثلاثة من كبار المسؤولين الذين حكموا بشكل فعلي الدولة العثمانية في نهايتها، خلال الحرب العالمية الأولى، وهم: محمد طلعت باشا (1874–1921) الصدر الأعظم و وزير الداخلية، وإسماعيل أنور باشا (1881–1922) وزير الحربية، وأحمد جمال باشا (1872–1922) وزير البحرية. كان هؤلاء الثلاثة العامل الرئيسي المسبب لدخول الدولة العثمانية الحرب العالمية الأولى إلى جانب الإمبراطوريتين الألمانية والنمساوية المجرية، في عام 1914.